# The Eliminator (filme)
The Eliminator (no Brasil, O Eliminador) é um filme de ação de 2004 lançado diretamente para Home-video, protagonizado pelo campeão da UFC Bas Rutten. O filme foi dirigido por Ken Barbet.

## Enredo
O valentão Dakota Varley acaba de entrar numa grande fria. Depois de uma empolgante corrida de barcos, onde a adrenalina  vai a mil é levado a força para uma ilha onde serve de presa numa disputa milionária promovida por gente sem nenhum escrúpulo. Na selva, caçadores passam as noites tentando eliminar quatro homens e duas mulheres que, além de lutar entre si, fazem de tudo para não serem alvejados por atiradores famintos por sangue. Nessa guerra de gatos, um dia é da caça e outro é do caçador.

## Elenco
- Michael Rooker é Miles Dawson.

- Bas Rutten é Dakota Varley.

- Dana Lee é Ochiro Sumanni.

- G. Anthony Joseph é Warden Sutherland.

- Wolf Muser é Deitrich Remmel.

- Marco Ruas é Salvador.